# Viktor Göhring
Viktor Göhring (* 30. Juli 1980 in Bad Neustadt an der Saale) ist ein deutscher ehemaliger Fußballspieler.

## Karriere
In seiner Jugend spielte Viktor Göhring bei mehreren Fußballvereinen. 2000 kam er zusammen mit seinem  Bruder Alexander Göhring zum SV Waldhof Mannheim. Am 22. November 2002 kam der Mittelfeldspieler zu seinem bislang einzigen Profieinsatz. Walter Pradt wechselte ihn beim 2:1-Auswärtssieg gegen Alemannia Aachen kurz vor Schluss für Everaldo ein.
Nach der Insolvenz und dem Zwangsabstieg in die Oberliga blieb Göhring dem SV Waldhof treu und zählte mit 32 Spielen zu den Stammspielern. Nach dem knapp verpassten Aufstieg trennten sich die Wege und Viktor Göhring wechselte zum FK Pirmasens. Nach nur einer Saison wechselte Göhring zum FC Nöttingen, hier blieb er nur bis zur Winterpause und schloss sich dann für eine halbe Saison dem VfR Mannheim an. Bis 2008 war Göhring für den 1. FC Pforzheim aktiv, ehe er Spielertrainer bei FC Español Karlsruhe wurde. Dort blieb er acht Jahre. Im Sommer 2013 stieg er mit seiner Mannschaft in die Landesliga Mittelbaden auf. Im Jahr 2016 wurde er Spielertrainer beim SV Kuppenheim in der Verbandsliga Südbaden. Von Sommer 2017 an war er in gleicher Rolle vier Spielzeiten beim SV Kickers Büchig in der Kreisliga Bruchsal tätig.